# 盧銳
盧鋭（1475年—？），字時進，騰驤右衛軍籍，陝西西安府咸寧縣人，明朝政治人物。

## 生平
弘治十七年（1504年）甲子科順天鄉試第一百三十四名舉人，正德三年（1508年）中式戊辰科會試第二百七十八名，三甲第二百二名進士。

## 家族
曾祖盧成；祖父盧祥；父盧俊，母江氏。慈侍下。弟盧錦。